# Davorin Marčelja
Davorin Martino Marčelja (ur. 13 stycznia 1924 w miejscowości Kastav, zm. 2 czerwca 2011 w Zagrzebiu) – jugosłowiański lekkoatleta, wieloboista.
W 1947 zdobył trzy brązowe medale rozgrywanych w Pradze igrzysk młodzieży i studentów: w skoku w dal (z wynikiem 6,33), rzucie dyskiem (38,58) oraz rzucie oszczepem (55,12).
W tym samym roku zdobył złoty medal w dziesięcioboju podczas rozgrywanych w Bukareszcie nieoficjalnych igrzysk bałkańskich
Dziewiąty zawodnik w dziesięcioboju na mistrzostwach Europy (1946).
Podczas igrzysk olimpijskich w Londynie (1948) zajął 18. miejsce w dziesięcioboju uzyskując 6141 punktów.
W 1950 zajął w tej konkurencji 12. miejsce na mistrzostwach Europy.
Pięciokrotnie ustanawiał rekord Jugosławii w dziesięcioboju:
- 6291 pkt.[5] (3 sierpnia 1947, Varaždin)[7]
- 6495 pkt.[5] (9 września 1947, Bukareszt)[3][7]
- 6517 pkt.[5] (27 czerwca 1948, Zagrzeb)[7]
- 6547 pkt.[5] (16 października 1949, Zagrzeb)[7]
- 6638 pkt.[5] (9 lipca 1950, Zagrzeb)[7]

## Rekordy życiowe
- Dziesięciobój lekkoatletyczny – 6269 pkt.[8] (1950)